# Río Karnaphuli
El río Karnaphuli (en bengalí: কর্ণফুলি; también transcrito como Karnafuli), anteriormente Borgang, es un corto río costero del Asia meridional, que nace en el estado indio de Mizoram, atraviesa luego el suroeste de Bangladés —la antigua región de Jumland, después Chittagong Hill Tracts— y desagua en el golfo de Bengala.
Con 667 m de ancho en la desembocadura, es el río más grande e importante en la región de Chittagong.  Originario de las colinas Lushai, en Mizoram, fluye unos 270 km en dirección suroeste a través de las colinas de Chittagong y la propia ciudad de Chittagong, donde está el principal puerto marítimo del país, el puerto de Chittagong.
En  la década de los años 1960 se construyó en el río una gran planta de energía hidroeléctrica en la región de Kaptai, la única del país, que dio lugar a la aparición del lago Kaptai, que con 655 km² de superficie es uno de los 100 embalses más extensos del mundo. En el río se han visto ejemplares del delfín del Ganges.

## Etimología
Antiguamente, los chakmas nombraban el río como Kynsakhyong y después como Borgang, siendo los bengalíes (las gentes de Bangladés) quienes lo llamaron Kornaphuli (Karnaphuli). El nombre Borgang venía de Bor = grande, y de gang = río.

## Geografía

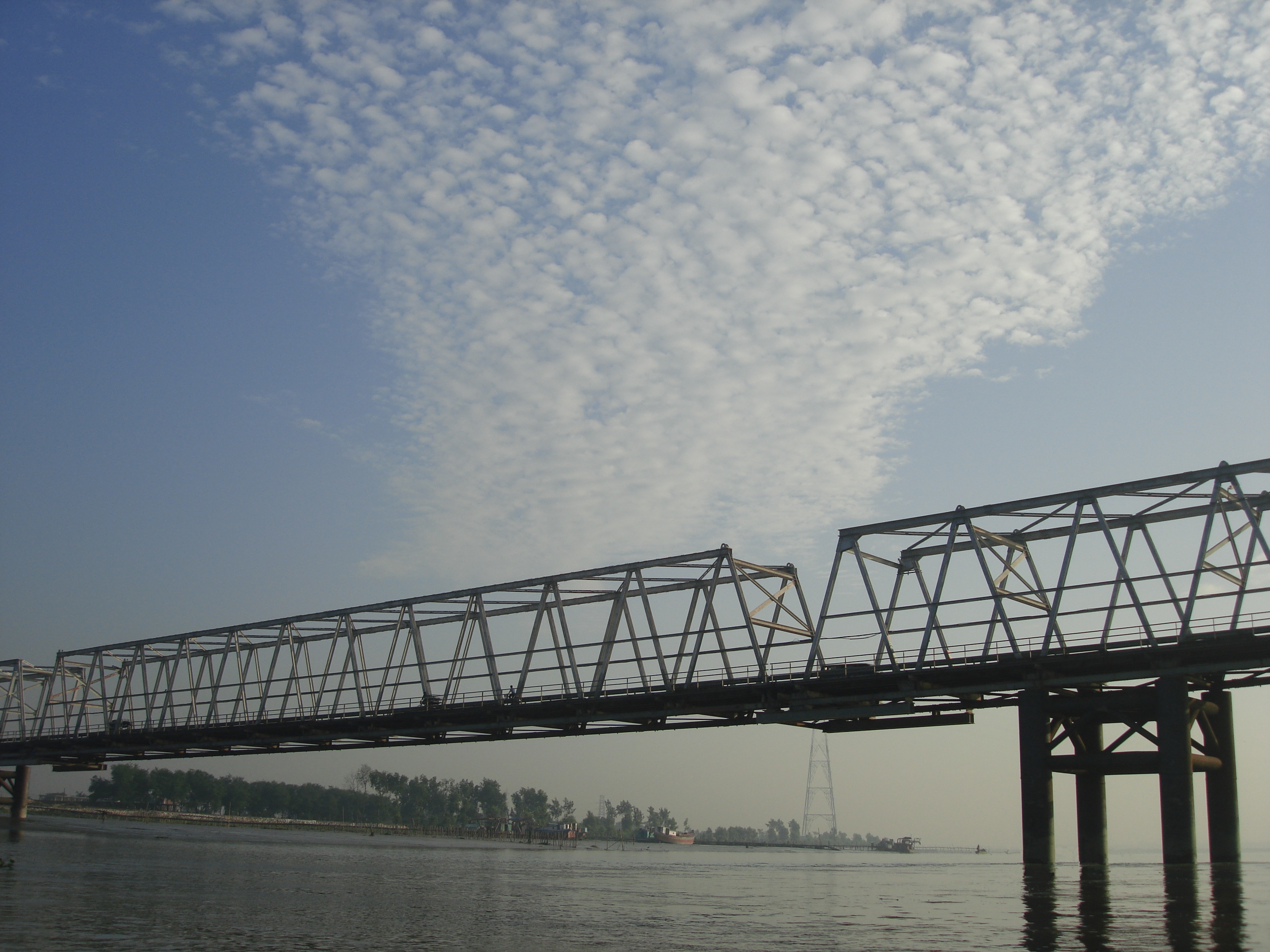
El viejo puente sobre el Karnaphuli

Sus principales afluentes son los ríos Chingri, Kasalang, Meghini, Kaptai, Rankhiangiy Halda. El Karnaphuli pasa a través de la pequeña ciudad de Borkol (cerca de la frontera con la India), pasa delante de Suvolong (una pequeña colonia de musulmanes), después por Rangamadtya (Rangamati, la capital regional de Jumland), a continuación, llega  a la represa hidroeléctrica de Kaptai, cuya producción eléctrica da respuesta a las necesidades de la ciudad de Chittagong.
Esta ciudad portuaria de Chittagong, la segunda ciudad más grande de Bangladés con 3,5 millones de habitantes, es un centro estratégico y financiero del país.

## Presa Kaptai

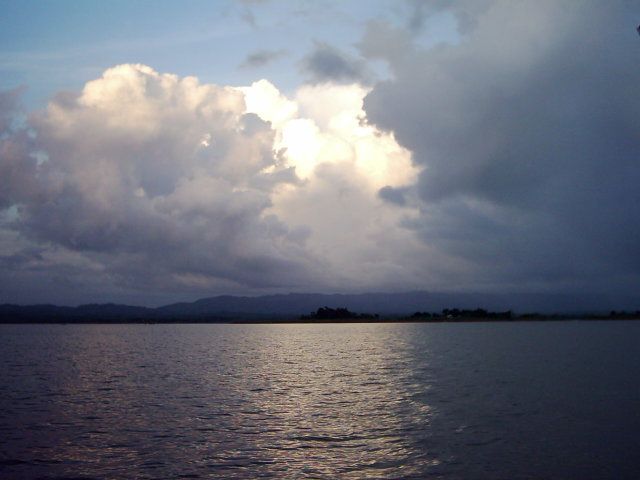
El lago (embalse) Kaptai en el Karnaphuli

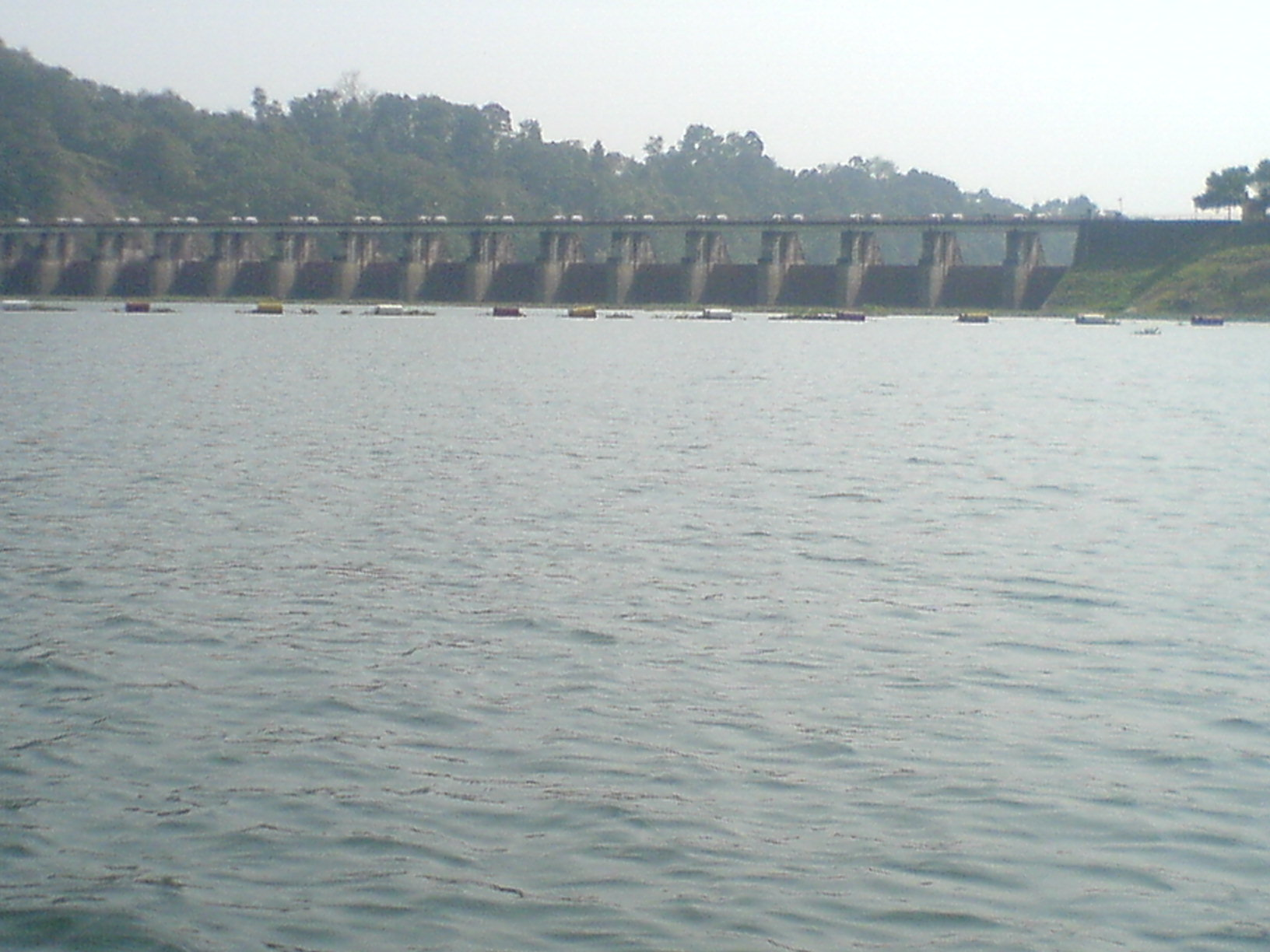
La presa de Kaptai

La presa Kaptai es la ubicación de la Central Hidroeléctrica de Karnafuli, construida en Kaptai en 1962 y la única planta de energía hidroeléctrica  en el país.  Una presa de tierra llena en el río Karnaphuli, la presa Kaptai creó el lago Kaptai, que actúa como reserva de agua de la planta de energía hidroeléctrica. El embalse tiene una superficie de agua de 655 km² y un volumen de 5365 hm³, que lo sitúan entre los 100 embalses más importantes del mundo. La planta de energía produce un total de 230 megavatios de electricidad.